# Сборная Мозамбика по пляжному футболу
Сборная Мозамбика по пляжному футболу (англ. Mozambique national beach soccer team) — национальная команда, которая представляет Мозамбик на международных соревновательных дисциплинах по пляжному футболу. Управляется Мозамбикской федерацией футбола. Прозвище команды — «Мамба».
Сборная Мозамбика единственный раз принимала участие в розыгрышах чемпионатов мира на турнире 2021 года в Москве. По состоянию на апрель 2024 года Мозамбик в мировом рейтинге пляжного футбола занимает 31 место и 4 место в зоне КАФ.

## История
Впервые на международном уровне сборная Мозамбика выступила в 2007 году на чемпионате Африки. На групповом этапе команда проиграла во всех трёх матчах против Кабо-Верде (5:6), ЮАР (1:7), Кот-д’Ивуару (2:8).
На африканском турнире в Дурбане в марте 2015 года Мозамбик занял шестое место, уступив в решающем матче Марокко (5:6).
Свой лучший результат на всеафриканском турнире Мозамбик показал в 2021 году. На групповом этапе команда обыграла Египет (7:5), Сейшелы (7:3) и Марокко (2:1). В полуфинале мозамбикцы выбили Уганду (6:3), но в финале уступили Сенегалу (1:4). По итогам турнира Нельсон Мануэль стал лучшим бомбардиром (10 голов) и был признан лучшим игроком Кубка африканских наций.
Успех в Африке позволил Мозамбику получить путёвку на чемпионат мира 2021 года в Москве. На дебютном турнире команда под руководством Абинейру Уссаки не смогла преодолеть групповой этап. Африканцы проиграли на мундиале Испании (4:8) и Таити (7:8), однако в игре с ОАЭ одержали победу со счётом 4:2. Лучшим бомбардиром команды на турнире стал Фиго, забивший 7 голов.
В декабре 2021 года на чемпионате КОСАФА Мозамбик одержал победу, обыграв в финале Танзанию со счётом 3:1. Мануэль Доминго был признан лучшим вратарём турнира, а Нельсон Мануэль стал лучшим бомбардиром и удостоен награды лучшего игрока чемпионата.
На первом домашнем Кубке африканских наций 2022 года Мозамбик сумел выйти в полуфинал, где уступил Сенегалу (2:3), а в матче за бронзу проиграл Марокко (4:6).
Турнир КОСАФА 2022 года Мозамбик завершил на четвёртом месте, однако Нельсон Мануэль вновь был удостоен награды лучшего бомбардира и игрока турнира. На чемпионате КОСАФА 2024 года Мозамбик вышел в финал, но уступил Марокко (4:4 основное время и 3:4 по пенальти). Лучшим игроком турнира был признан Антонио Намапе, разделивший титул лучшего бомбардира с малавийцем Иссаком Каджамой.

## Достижения
Кубок африканских наций
- Второе место: 2021

Чемпионат КОСАФА
- Первое место: 2021
- Второе место: 2024

## Статистика

### Чемпионат мира
| Год         | Раунд                  | Место                  | И                      | В                      | П                      | ГЗ                     | ГП                     |
| ----------- | ---------------------- | ---------------------- | ---------------------- | ---------------------- | ---------------------- | ---------------------- | ---------------------- |
| 1995 — 2006 | Не участвовала         | Не участвовала         | Не участвовала         | Не участвовала         | Не участвовала         | Не участвовала         | Не участвовала         |
| 2007 — 2019 | Не прошла квалификацию | Не прошла квалификацию | Не прошла квалификацию | Не прошла квалификацию | Не прошла квалификацию | Не прошла квалификацию | Не прошла квалификацию |
| 2021        | Групповой этап         | 11 место               | 3                      | 1                      | 2                      | 15                     | 18                     |
| 2024        | Не прошла квалификацию | Не прошла квалификацию | Не прошла квалификацию | Не прошла квалификацию | Не прошла квалификацию | Не прошла квалификацию | Не прошла квалификацию |
| 2025        | ожидается              | ожидается              | ожидается              | ожидается              | ожидается              | ожидается              | ожидается              |
| Всего       | 1/23                   | 1/23                   | 3                      | 1                      | 2                      | 15                     | 18                     |

### Кубок африканских наций
| Год   | Раунд                  | Место                  | И                      | В                      | П                      | ГЗ                     | ГП                     |
| ----- | ---------------------- | ---------------------- | ---------------------- | ---------------------- | ---------------------- | ---------------------- | ---------------------- |
| 2006  | Не участвовала         | Не участвовала         | Не участвовала         | Не участвовала         | Не участвовала         | Не участвовала         | Не участвовала         |
| 2007  | Групповой этап         | 8 место                | 3                      | 0                      | 3                      | 8                      | 21                     |
| 2008  | Групповой этап         | 7 место                | 3                      | 1                      | 2                      | 6                      | 20                     |
| 2009  | Групповой этап         | 6 место                | 3                      | 1                      | 2                      | 11                     | 18                     |
| 2011  | Не участвовала         | Не участвовала         | Не участвовала         | Не участвовала         | Не участвовала         | Не участвовала         | Не участвовала         |
| 2013  | Не участвовала         | Не участвовала         | Не участвовала         | Не участвовала         | Не участвовала         | Не участвовала         | Не участвовала         |
| 2015  | Не прошла квалификацию | Не прошла квалификацию | Не прошла квалификацию | Не прошла квалификацию | Не прошла квалификацию | Не прошла квалификацию | Не прошла квалификацию |
| 2016  | Не прошла квалификацию | Не прошла квалификацию | Не прошла квалификацию | Не прошла квалификацию | Не прошла квалификацию | Не прошла квалификацию | Не прошла квалификацию |
| 2018  | Не прошла квалификацию | Не прошла квалификацию | Не прошла квалификацию | Не прошла квалификацию | Не прошла квалификацию | Не прошла квалификацию | Не прошла квалификацию |
| 2021  | Финал                  | 2 место                | 5                      | 4                      | 1                      | 23                     | 16                     |
| 2022  | Матч за 3-е место      | 4 место                | 4                      | 2                      | 2                      | 9                      | 12                     |
| 2024  | ожидается              | ожидается              | ожидается              | ожидается              | ожидается              | ожидается              | ожидается              |
| Всего | 6/12                   | 6/12                   | 18                     | 8                      | 10                     | 57                     | 87                     |